# 新津区
新津区（しんしん-く）は中華人民共和国四川省成都市に位置する市轄区。
区内の宝墩鎮宝墩村では、新石器時代の巨大な囲壁集落遺跡（「龍馬古城」）が発見された。ここから発見された四川盆地の古代文化は宝墩文化と呼ばれている。

## 行政区画
5街道、3鎮を管轄する。
- 街道:五津街道、普興街道、永商街道、花橋街道、花源街道
- 鎮:興義鎮、安西鎮、宝墩鎮

## 交通

### 地下鉄
- 成都地下鉄10号線

### 鉄道
- 中国鉄路総公司
  - 成貴旅客専用線

（成都方面）- 新津駅 - 新津南駅 -（峨眉山方面）
  - 成昆線

（成都方面）- 普興駅 - 回竜庵駅 -（昆明方面）

### 道路
- 高速道路
  - 京昆高速道路
  - 成都環状高速道路
- 国道
  - G108国道